# Carlos Hiraoka
Carlos Chiyoteru Hiraoka (Kumamoto, Kyūshū, Japón, 1914-Lima, Perú, 2004) fue un empresario japonés asentado en Perú, fundador de la empresa Hiraoka S.A.C.

## Biografía
Nacido en Kumamoto, Japón, emigró a los 19 años a Perú por sugerencia de su hermano Luis Hiraoka. En 1934 -debido a razones familiares- tuvo que volver a su tierra natal, y en 1936, retorno al Perú.
Era odontólogo de profesión, sin embargo no hablaba español, por lo tanto, hasta 1937, tuvo que ganarse el sustento en diversos trabajos y oficios que se le presentaba. Fue en estas circunstancias, que en 1938 comenzó a trabajar para José Ishikawa, propietario de una cadena de tiendas en la ciudad de Ayacucho; posteriormente, en el año 1939, a los 25 años de edad fue promovido y enviado a la ciudad de Huanta, como administrador de la nueva tienda que Ishikawa había inaugurado en dicho lugar.  
Su estadía en Huanta lo llevó a considerarla su tierra adoptiva, adaptándose rápidamente a sus costumbres y tradiciones, aprendiendo  a hablar español y algo de quechua, ganándose la simpatía y el aprecio de toda la comunidad huantina, fue elegido Alcalde en el año 1959 (durante el primer gobierno de Fernando Belaúnde Terry), cargo que desempeñó haciendo posible que se realicen obras de mucha importancia para el desarrollo y la prosperidad de la Provincia de Huanta.
En Huanta conoció a Rosa Torres Galván, quien ingreso a trabajar como Cajera de la casa comercial Ishikawa, que Hiraoka administraba. Se casaron y tuvieron 8 hijos.
Posteriormente, una vez en Lima, en 1964 fundó Importaciones Hiraoka una empresa que paso por diversos rubros hasta dedicarse al Electrodoméstico, por la cual fue reconocido y condecorado en diversas oportunidades por autoridades locales, nacionales e incluso por el gobierno japonés. El Museo de la Inmigración Japonesa al Perú fue nombrado «Carlos Chiyoteru Hiraoka» en su honor.
Falleció el 23 de marzo de 2004 en Lima.